# Maihuenia
Maihuenia es un género de cactus perteneciente a la familia Cactaceae y el único género de la subfamilia Maihuenioideae, la cual es la más pequeña de las subfamilias  Cactaceae. El género comprende dos especies mucílagosas que crecen a grandes alturas en los Andes de Argentina y Chile.

## Taxonomía
El género fue descrito por (Phil. ex F.A.C.Weber) K.Schum. y publicado en Gesamtbeschreibung der Kakteen 754. 1898.
Etimología
Maihuenia: nombre genérico que deriva de la palabra "maihuén", con la que en el idioma mapuche denominan a la planta.

## Especies aceptadas
A continuación se brinda un listado de las especies del género Maihuenia aceptadas hasta abril de 2015, ordenadas alfabéticamente. Para cada una se indica el nombre binomial seguido del autor, abreviado según las convenciones y usos.	
- Maihuenia patagonica
- Maihuenia poeppigii